# David Papineau
Pour les articles homonymes, voir Papineau.
David Papineau, né à Côme en Italie en 1947, est un philosophe britannique. Il enseigne la philosophie des sciences en tant que professeur au King's College de Londres et L'École doctorale de l'université de la Ville de New York, après avoir enseigné cette discipline plusieurs années à l'université de Cambridge en tant que fellow du Robinson College. Il a reçu une formation solide en mathématiques à l'université de Natal, il est titulaire d'un doctorat en philosophie.
Papineau travaille dans les domaines de la métaphysique, de l'épistémologie, de l'esprit et des mathématiques. Sa position générale est naturaliste et réaliste. Il est l'un des précurseurs de la théorie téléosémantique de la représentation mentale, solution au problème de l'intentionnalité qui conçoit le contenu intentionnel de nos croyances et de nos représentations en se basant sur leur finalité biologique. Il défend également une position physicaliste a posteriori au problème corps-esprit associée à la thèse de l'identité esprit-cerveau.
En 2014, Papineau inaugure un blog consacré à différents aspects du sport et de la philosophie destinés à s'éclairer mutuellement.

## Publications
- For Science in the Social Sciences (1978)
- Theory and Meaning (1979)
- Reality and Representation (1987)
- Philosophical Naturalism (1993)
- Introducing Consciousness (2000)
- Thinking about Consciousness (en) (2002)
- The Roots of Reason: Philosophical Essays on Rationality, Evolution and Probability (2003)
- Philosophical Devices (2012)

## Source de la traduction
- (en) Cet article est partiellement ou en totalité issu de l’article de Wikipédia en anglais intitulé « David Papineau » (voir la liste des auteurs).